# Legau
Legau – gmina targowa w Niemczech, w kraju związkowym Bawaria, w rejencji Szwabia, w regionie Donau-Iller, w powiecie Unterallgäu, siedziba wspólnoty administracyjnej Illerwinkel. Leży w Szwabii, około 35 km na południowy zachód od Mindelheimu.

## Demografia
| Rok  | Liczba mieszk. |
| ---- | -------------- |
| 1970 | 2 955          |
| 1987 | 2 894          |
| 2000 | 3 033          |

## Polityka
Wójtem gminy jest Franz Abele z CSU, rada gminy składa się z 16 osób.
|      | CSU/Freie Wählerschaft | FW | UW Maria Steinbach | Razem |
| 2008 | 10                     | 4  | 2                  | 16    |
| 2002 | 10                     | 4  | 2                  | 16    |